# Where We Belong (Dotan)
Where We Belong è un singolo del cantante olandese Dotan, pubblicato il 24 settembre 2011.

## Tracce
1. Where We Belong – 3:17

## Classifiche
| Classifica (2011) | Posizione massima |
| ----------------- | ----------------- |
| Paesi Bassi       | 90                |